# Седедема

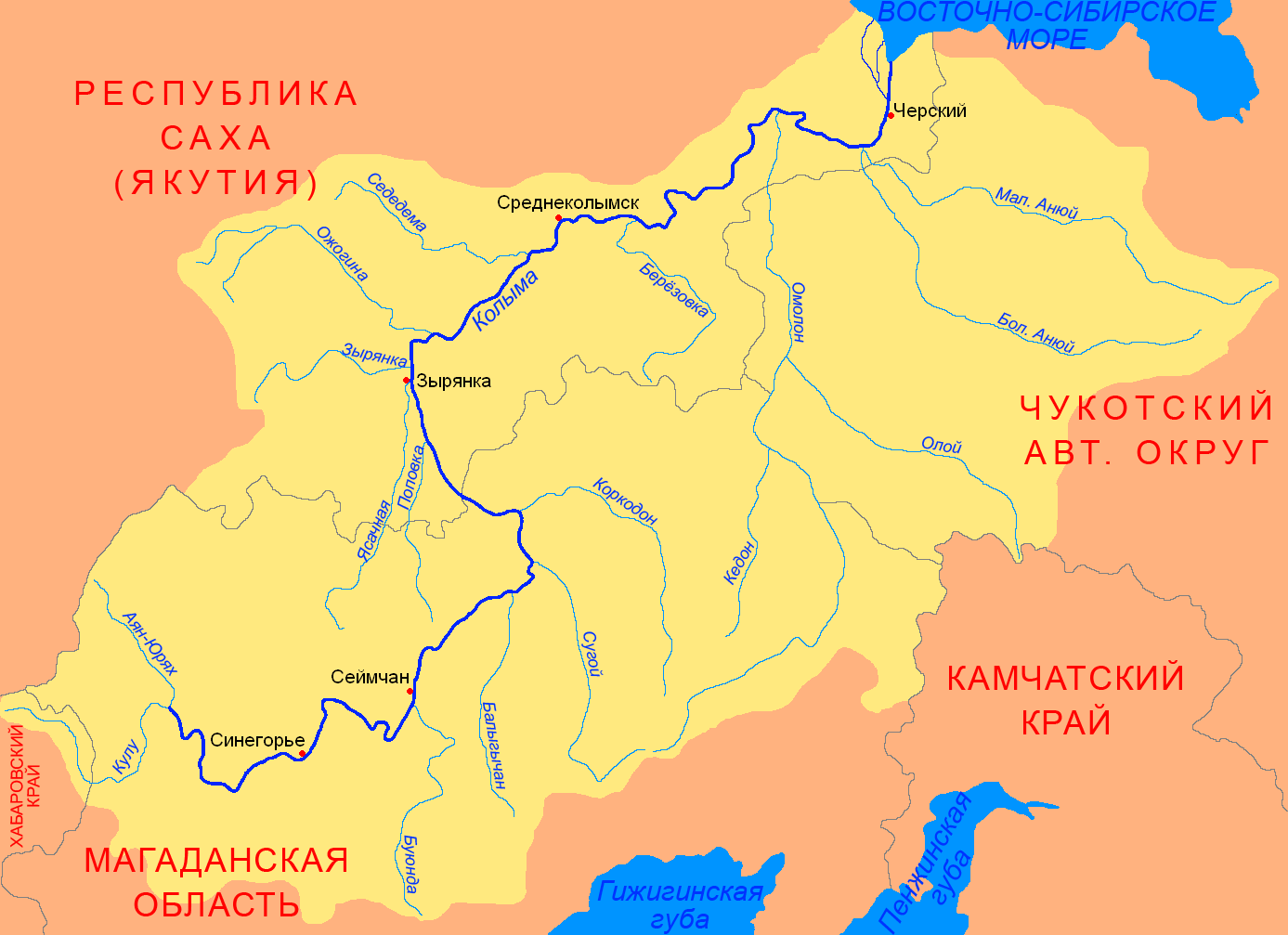
Бассейн реки Колыма

Седедема — река в Якутии, левый приток реки Колымы. Длина реки — 567 км, площадь водосборного бассейна — 18 500 км². Река замерзает в октябре и остаётся под ледяным покровом до мая. Берёт начало на Алазейском плоскогорье. Протекает по большей частью по Колымской низменности. Основные притоки: справа — Сыгынах; слева — Кыллах, Дяски, Улахан-Юрях.
В водах Седедемы находится основное нерестилище муксуна.
Код ГВР — 19010100412119000042259.